# Aya och häxan
Aya och häxan (japanska: アーヤと魔女 Āya to Majo) är en japansk animerad film från 2020 från Studio Ghibli med regi av Goro Miyazaki. Detta är den första och hittills enda filmen av Studio Ghibli som använder sig helt av 3D-animation istället för traditionell animation.
Filmen är baserad på barnboken Earwig and the Witch av den brittiska författaren Diana Wynne Jones.

## Handling
Aya lever lyckligt på ett barnhem där hennes mamma lämnade henne för många år sedan som ett litet barn. Men mot sin vilja adopteras hon av Bella Yaga och Mandragoran. Det visar sig att Bella är en häxa. Aya hjälper henne i utbyte mot att hon lär sig magi av henne. Aya är dock inte nöjd med det hon har lärt sig och eftersom hon inte kan lämna huset arbetar hon i hemlighet med sina egna magiska trollformler för att förändra maktbalansen i huset.

## Rollista
| Roll        | Japansk originalröst | Svensk röst        |
| ----------- | -------------------- | ------------------ |
| Aya         | Kokoro Hirasawa      | Ester Lejdemyr     |
| Bella Yaga  | Shinobu Terajima     | Jennie Jahns       |
| Mandragoran | Etsushi Toyokawa     | Mattias Knave      |
| Thomas      | Gaku Hamada          | Nicklas Berglund   |
| Ayas mor    | Sherina Munaf        | Mikaela Tidermark  |
| Mr. Jenkins | Yuji Ueda            | Hugo Ekman         |
| Matron      |                      | Jannicke Jernström |

- Övriga roller – Daniel Sjöberg, Mikael Regenholz, Anna Isbäck, Alexandra Forsberg
- Svensk regi – Mikael Regenholtz
- Projektledare – HH Engström
- Svensk version producerad av Nordic United[9]